# 描かないマンガ家
『描かないマンガ家』（かかないマンガか）は、えりちんによる日本の漫画作品。『ヤングアニマル』（白泉社発行）にて、2010年1号から2014年21号まで連載された。

## 概要
「みたむらくん」の著者・えりちんによる、『ヤングアニマル』連載2作目。漫画の道を志ながらも、これまで一度も漫画を描いたことのない器根田刃を主人公に、シニカルなユーモアで漫画業界を描いたギャグ漫画。漫画家の卵から売れっ子作家まで様々な立場の漫画家の他、漫画編集者や漫画家アシスタント、書店員などにもこれまでスポットを当てている。2013年No.3の45話までが『第1章「アマチュアマンガ家」編』となっており、同年No.4の46話より『第2章「プロマンガ家」編』がスタートした。
オフィシャルホームページ内では藤子不二雄Ⓐ、土田世紀、三浦建太郎、森恒二、古屋兎丸、森繁拓真、こざき亜衣、宮下裕樹、『このマンガがすごい!』など、同業者からの推薦文が多数寄稿されている。

## あらすじ
商業漫画家でもなく同人漫画家でもない第三の漫画家･“描かないマンガ家”――それが、器根田刃である。マンガ専門学校に通いながらも、恐ろしく絵が下手で、これまで一切ネームすら描いたことがない、自称･マンガ家の彼が、マンガを描く日は果たして来るのか!?

## 登場人物
渡部 勇大（わたなべ ゆうだい） / ペンネーム“器根田 刃（きねだ やいば）”
主人公。大日本エンターテインメント専門学校漫画家養成コース（2年制）に通う27歳。『週刊少年ダンプ』で連載することを目標としながらも、これまでマンガはおろかネームすら描いたことがない。その代わり、〜鋭利なGペン〜という自身のブログや、ファミレスでクラスメイトの市川や高橋相手に、漫画論を語る生産性のない行為に多くの時間を割いている。上記の態度に加え、絵は恐ろしく下手。そのくせ自分の才能を信じて疑わず、尊大な態度で他人の批評を繰り返す。しかし、そういった説得力のない言動にも関わらず、その発言が葛藤する仲間を救うことも多く、仲間にとっての道標的な役割も果たしている。また、厄介な性格にも関わらず、無意識のうちに女性から好意を抱かれることがあり、売れっ子漫画家の野方とは交際にまで発展する。両親や妹と同居。親は子供たちに甘く、ニート同然の生活を続ける彼を許容している。かつては大学の漫研に所属しており、当時からの後輩である岡田曰く、二浪して入学しながら5年間通って単位を取れず中退したとのこと。形だけで生産性のないパフォーマンスに明け暮れるのも当時から変わっていないようである。
少年ダンプに原稿を直接持ち込んだことから自身の才能の無さを初めて自覚し、その後山井の下でのヒモ生活や野方との再会を経て漫画家として一から修業しなおすことを決意。単行本出版も果たし青年誌で連載する漫画家として活躍する場面で物語は終わる。
長妻 志穂（ながつま しほ）
大日本エンターテインメント専門学校漫画家養成コースに通う、渡部の同級生の20歳。渡部のことを『ナベさん』と呼ぶ。渡部の漫画におけるポリシーを内心では尊敬しており、合コンで同席したエリート社員に彼を軽蔑され激昂したこともある。『ヤングエイジ』の連載作家・馬渕彰久のアシスタントを務めるかたわら描き上げた作品が、同誌で佳作を受賞。そのまま雑誌掲載され、漫画家デビューを果たす。
精神的にギリギリな状態に陥っていた時期に作品の質の低下を危惧した渡部に原稿を破られたことにより渡部とは絶縁状態となる。その後、渡部の漫画家デビューを契機に関係は修復したようである。
岡田 満希（おかだ みつき）
渡部の大学時代からの後輩で、同じ漫研に所属していた24歳。渡部のことを『先輩』と呼ぶ。大学卒業後、文具メーカーに就職するが、とある画材屋で渡部と再会。漫画への情熱が再燃して退職し、大日本エンターテインメント専門学校漫画家養成コースへ入学する。担当である斉藤の指導のおかげもあり、ついに『少女パール』でデビューを果たす。その後も、プロ漫画家のアシスタントを務めながら連載獲得を目指す。
山井 真琴（やまのい まこと） / ペンネーム“電魔 姦汁漏（でんま かんじゅうろう）”
大日本エンターテインメント専門学校漫画家養成コースの渡部の同級生。渡部のことを『刃先生』と呼ぶ。『少年ダンプ』で賞を獲る実力を持ちながら、清純な容姿とは裏腹に本人が描きたいものは触手物のエロマンガのみ。描きたい漫画と周囲に求められる漫画とのギャップ、漫画の道を反対する両親のことで悩んでいたが、渡部の言動に救われる。それ以来、渡部に密かな好意を寄せている。渡部に自分の作品を読んでもらうため、『少年ダンプ』の連載をつかみとったが、その間に渡部と野方が交際を始めたことにショックを受け、野方以上に確実に売れる漫画家を目指す。
専門学校の卒業後も渡部のブログをチェックし続けており、自殺しようとしていた渡部を引き留めたのをきっかけに渡部と関係を持つ。最終話では漫画家として活躍する渡部と同棲している場面が描かれた。漫画家としては休業中であり、語り草になっているもののアシスタントにもその正体は知られていない。
梅本（うめもと）
大日本エンターテインメント専門学校漫画家養成コースに通う渡部の同級生の女子。長妻や岡田と行動を共にすることが多い。
市川（いちかわ）
大日本エンターテインメント専門学校漫画家養成コースに通う渡部の同級生の男性。肥満体型で長髪。渡部とファミレスで漫画について朝まで生会議をする間柄。二次元の女の子、特に妹キャラを好む。漫画家の才能が無いことを自覚し、ライトノベル作家養成コースに転科する。
高橋（たかはし）
大日本エンターテインメント専門学校漫画家養成コースに通う渡部の同級生の男性。細身で薄毛。渡部とファミレスで漫画について朝まで生会議をするメンバーの1人。
マキシム・デュペルテュイ
日本の漫画好きが高じて、大日本エンターテインメント専門学校漫画家養成コースに留学してきた22歳のフランス人。自身の容姿端麗で温厚な性格に加え、家柄にも恵まれているが、そんな彼にも足りないものがあることが発覚する。
鈴木（すずき）
『少年ダンプ』の編集者。渡部がかけた持込の電話を取ってしまったのが縁で、彼から一方的に自分の担当だと思われている。
斉藤 太壱（さいとう たいち）
『少女パール』の編集者。同誌の売れっ子作家を数多く担当している入社8年目で、岡田の担当も務める。作家に対しては、ベテランから新人まで物腰柔らかく接するが、その裏で意外な顔を併せ持つ。
野方 佳奈子（のがた かなこ） / ペンネーム“枝野 カンナ（えだの カンナ）”
『少女パール』の看板漫画家の27歳。渡部のことを『ユウ君』と呼ぶ。連載中の『ピンク＋』の単行本が累計5000万部を突破するヒットを記録している。ネームが思いつくといつでもどこでもすぐに描きたくなり、見境がなくなる癖がある。斉藤が担当編集という縁で、岡田、さらには渡部とも知り合う。渡部とは漫画におけるスタンスで意気投合し、双方の立場の差を越えて交際を申し込んだ。とある漫画家と付き合っていたが、互いの漫画家としての対抗心から別れた過去をもち、それ以来同業者とは付き合わないルールを自分に課している。彼女にとって渡部は、「漫画家としての自分の奇行を理解してくれる上に、デビューできる見込みが無い」という理想的な男性である。

## 単行本
- えりちん 『描かないマンガ家』白泉社《ジェッツコミックス》、全7巻
  1. 1巻 2010年11月29日発売、ISBN 978-4-592-14751-0
  2. 2巻 2011年7月29日発売、ISBN 978-4-592-14752-7
  3. 3巻 2012年4月27日発売、ISBN 978-4-592-14753-4
  4. 4巻 2013年1月29日発売、ISBN 978-4-592-14754-1
  5. 5巻 2013年8月29日発売、ISBN 978-4-592-14755-8
  6. 6巻 2014年4月28日発売、ISBN 978-4-592-14756-5
  7. 7巻 2014年12月26日発売、ISBN 978-4-592-14757-2